# Clemens Seeber
Friedrich Clemens Seeber (* 16. Dezember 1851 in Wurzen; † 17. Juli 1905 in Chemnitz) war ein deutscher Berufsfotograf, der als Pionier der Fotografie und Filmtechnik sowie einer der ersten deutschen Reportagefotografen im ausgehenden 19. Jahrhundert und frühen 20. Jahrhundert gilt. Sein Wirkungsbereich war Sachsen, vornehmlich die Region Chemnitz.

## Leben
Clemens Seeber wurde am 16. Dezember 1851 in Wurzen als Sohn eines Packträgers geboren. Sein Vater arbeitete später als Getreidemakler und Versicherungsagent und zog mit dessen Familie Anfang der 1860er Jahre in die Industriestadt Chemnitz. In Chemnitz wurde Seeber zunächst Fabrikarbeiter, bevor er im Atelier von Arthur Napoleon von Rouvroy und Oscar Bach im Haus Zwingergasse 9 zum ersten Mal in Kontakt mit der Fotografie kam. Bei ihnen erlernte er die Kunst der damals sich noch entwickelnden Technik und eröffnete danach sein erstes fotografisches Atelier im Haus Neugasse 5 in Chemnitz, das er nach dem Tod des Fotografen August Adolph Hunger am 1. Mai 1873 erworben hatte. Diese Einrichtung wurde in der Stadt zu einer bekannten Adresse, wo später auch sein Sohn Guido Seeber nach dessen Schulausbildung durch die Ausbildung zum Fotografen mit der Fotografie- und Filmtechnik in Berührung kam.
Am 1. Dezember 1879 eröffnete Clemens Seeber im Garten des Hauses Theaterstraße 33 (später umnummeriert in 22) in der Chemnitzer Innenstadt seine Photographische Anstalt. Als erster Chemnitzer seines Fachs produzierte er seit 1883 fotografische Aufnahmen mit elektrischem Licht mit der fotografischen Trockenplatte, die von ihm eingeführt wurde. Im Mai 1886 zog die Fotografenfamilie in die Villa Am Hopfenberg 1 in Oberwiesa, die ab 1888 als Kopieratelier und damit als Filiale diente. Entscheidend dafür waren vor allem sehr gute Lichtverhältnisse und die durch die Eisenbahnstrecke gute Anbindung in das nahegelegene Chemnitz. Das Atelier mit einer Fläche von 63 Quadratmetern eignete sich besonders für Gruppenaufnahmen mit mehr als 50 Personen. Weiterhin waren in dem Gebäude Labore sowie Vergrößerungs- und Retuschierzimmer zu finden, auch war eine Vergrößerungsanlage für Bromsilberpapier vor Ort. Der aus der ersten Ehe von Seebers Frau Juliane Laura Seeber stammende Sohn Paul Hartmann arbeitete in diesem Atelier als Gehilfe und übernahm im Juli 1896 die Filiale in Oberwiesa.
Seeber verschrieb sich der Reportagefotografie und war damit einer der ersten Bildreporter Deutschlands. Mit einem eigens dafür konstruierten photographischen Tricycle stellte er zahlreiche Außenaufnahmen unter Zuhilfenahme der fotografischen Trockenplatte her. Das fahrradähnliche Fahrzeug zeichnete sich durch eine drehbare Kamera aus. Der Fotograf war daher auch Mitglied des 1. Chemnitzer Bicycle-Clubs. Später war er auch einer der ersten Halter eines Automobils in der Stadt. Zahlreiche Szenerien des Chemnitzer Lebens, Festumzüge und Stadtansichten sind damit aufgenommen worden und die Bilder bis heute erhalten geblieben. Clemens Seeber und sein Sohn Guido waren auch die ersten Fotografen in der Stadt, die am 12. September 1897 Filmrollen vorführten, die man als lebende Photographien bezeichnete. Seit dem darauffolgenden Frühjahr wurde eine Reihe von Filmen gedreht. Diese wurden ab dem 16. September 1898 als Glanzpunkt der Varietévorstellungen im Mosella-Saal öffentlich gezeigt. Später wurden diese Filme auf einer Reise in vielen weiteren sächsischen Städten präsentiert, was der Kinotechnik in Sachsen zu Popularität verhalf.
Weiterhin entwickelten Clemens und Guido Seeber gemeinsam mit Oskar Messter einen handlichen Reisekinematographen, den sie unter der Bezeichnung Seeberograph 1903 als geschütztes Warenzeichen beim Kaiserlichen Patentamt eintragen ließen. Danach wurde später auch ein Lichtspieltheater an der Äußeren Johannisstraße benannt. Zur Erzeugung von Tonbildern kombinierten sie diesen Apparat mit einem Grammophon, mit dem sie unter der Bezeichnung Seeberophon auftraten und damit Bild und Ton verknüpfen konnten. Auch dieses Gerät erhielt seine Eintragung als Warenzeichen im Jahr 1905. Zuletzt wurde der Fotoreporter am 15. Juli 1905 in Oberwiesa gesehen, am 17. Juli 1905 starb er mit 54 Jahren. Sein Grab erhielt er in Chemnitz.